# Reuven Yaron (Komponist)

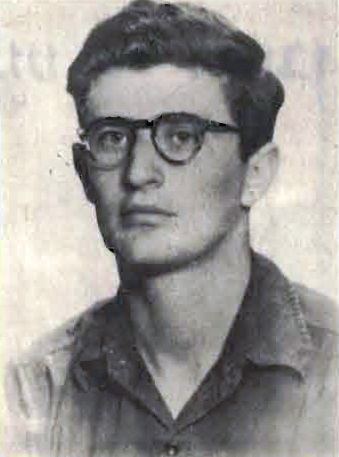
Reuven Yaron, 1956

Reuven Yaron (hebräisch ראובן ירון; geboren als Ruben Mihael Freiberger, 18. September 1932 in Osijek – 3. November 1956 am Sinai) war ein israelischer Komponist, der als Soldat im Sueskrieg fiel. Er war der Sohn von Miroslav Šalom Freiberger, zuletzt Oberrabbiner von Zagreb und Kroatien.

## Leben und Werk
Yaron war ein Einzelkind. Seine Eltern waren Miroslav Šalom Freiberger (1903–1943) und Irene geb. Steiner (1906–1943). Der Vater stammte aus Zagreb, die Mutter aus Wien. Er stammte aus einer musikalischen Familie. Die Mutter spielte Klavier und ein Onkel war Sänger am Kroatischen Nationaltheater in Zagreb. Sein Vater verhalf vielen Mitgliedern der jüdischen Gemeinde von Kroatien zur Flucht, darunter auch eine Gruppe von zehn Mädchen und Jungen, die im Februar 1943 über Budapest und Istanbul in das Mandatsgebiet Palästina flüchte konnten. Ermöglicht wurde diese Flucht nach Interventionen des Erzbischofs von Zagreb, Aloysius Stepinac, bei der Regierung des Unabhängigen Staats Kroatien. Mit diesem Transport brachte der Oberrabbiner auch seinen einzigen Sohn in Sicherheit. Ursprünglich hätten er und seine Frau die Gruppe bis Istanbul begleiten sollen, doch letztlich blieb der Rabbi bei seiner bedrängten und bedrohten Gemeinde. Das Leben des damals 10-jährigen Ruben Freibergers konnte gerettet werden, seine Eltern hingegen wurden wenige Wochen später im Zuge der Shoah im KZ Auschwitz ermordet, ebenso die Großeltern väterlicherseits, des Weiteren sein Onkel und seine Tante.
Nach seiner Ankunft in Palästina wurde Ruben Freiberger in Sha'ar HaAmakim untergebracht, einem Kibbuz im Norden des heutigen Israels. Er änderte seinen Namen auf die hebräische Version und wurde von Avraam und Lina Avni adoptiert. Sein musikalisches Talent wurde entdeckt, und er nahm Unterricht am Konservatorium von Tel Aviv. Dort studierte er Komposition bei Mordecai Seter. Im Alter von 15 Jahren dirigierte er den Rinat Chor. Er begann zu komponieren. Yaron heiratete Erela Sadnaee, geboren am 19. März 1933 in Tel Yosef, Palästina. Um 1952 änderte Freiberger seinen Namen Nachnamen in "Yaron". 1956 nahm er mit dem Rinat Chor an einem internationalen Wettbewerb in Paris teil. 16 Nationen waren beteiligt. Sein Lied gewann den ersten Preis. Im selben Jahr kämpfte er in der israelischen Armee. Reuven Yaron, der als "Dichter des Friedens" galt, fiel am  3. November 1956 am Sinai.

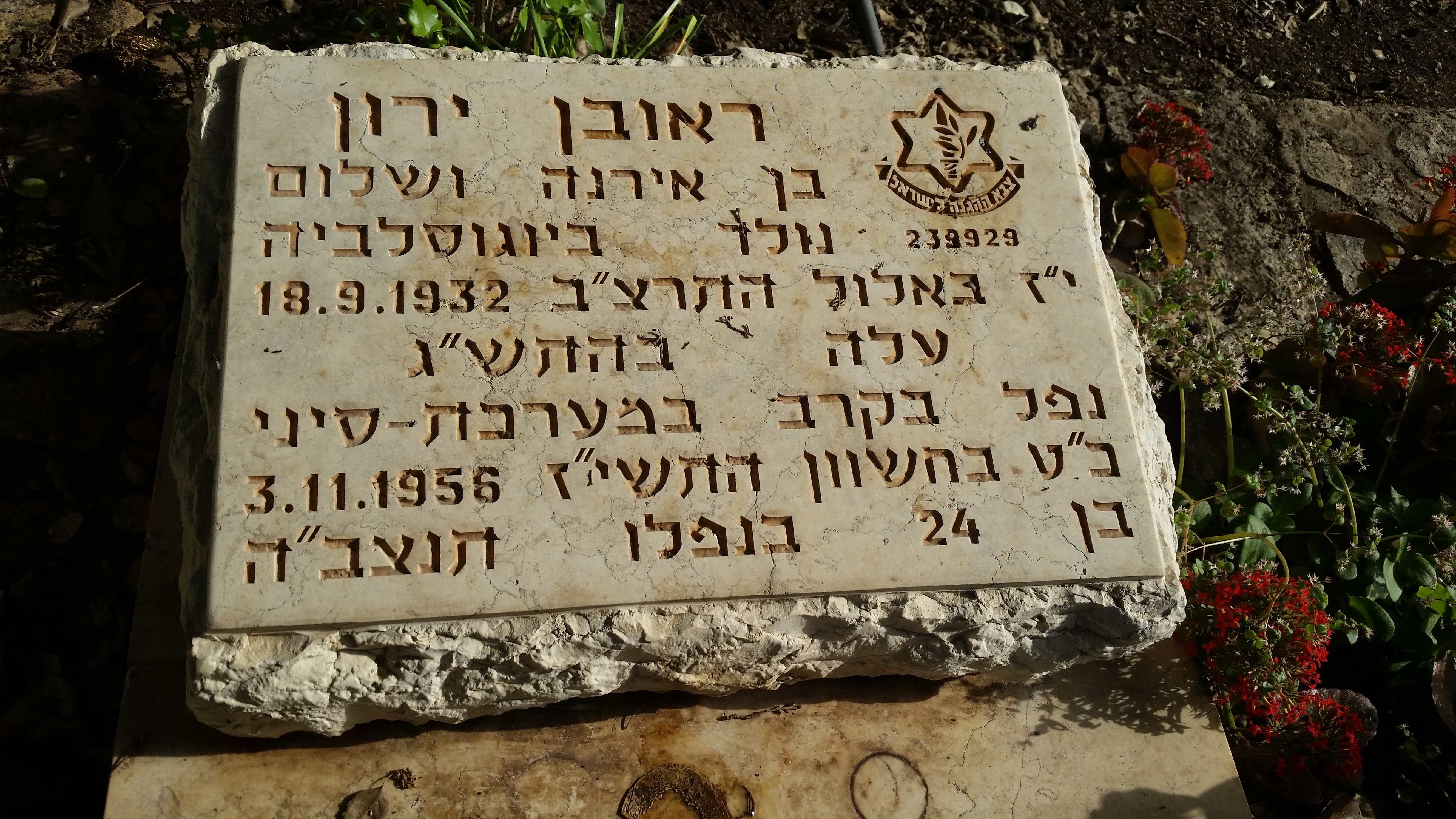
Grabstein

Er wurde in Sha'ar HaAmakim bestattet.